# D1 TV
A d1 TV (korábban Domino TV) magyar televízióadó. A d1 TV öt évig, 2006. május közepétól és 2011. február közepéig közműsor-szolgáltatóként működött, ekkor az új médiatörvény alapján közösségi médiaszolgáltatás státuszt kapott. Az új médiatörvény újraszabályozta az ilyen típusú műsorszolgáltatókra vonatkozó terjesztési kötelezettséget, így az eddig csak a Hello HD és a Vác Városi Kábeltelevízió szolgáltatásán keresztül elérhető csatorna bekerült a nagyobb kábelszolgáltatók kínálatába is, ezzel a csatorna lefedettsége jelentősen bővült. Míg 2011-ben körülbelül 52 000 háztartásban volt fogható, addig 2013-ra már több mint 1,4 millióban. 2009. december 15-ig Domino TV néven működött, kizárólag a Hello Digitalon (korábban Antenna Digital), jelenleg sokkal több szolgáltató kínálatában található meg. 2019. szeptember 1-én csatlakozott az Atmedia-hoz.  Közvetlen konkurenciája az M5-nek.

## Kínálat
A közösségi médiaszolgáltatás feltétele, hogy műsorán jellemzően a médiatörvényben meghatározott közszolgálati jellegű műsorok szerepeljenek, így a csatorna túlnyomórészt saját gyártású kulturális, oktatási és ismeretterjesztő műsorokat sugároz.

## Műsorai
- 80 liter alatt a föld körül
- Folkbeats - ahol a szívem dobban
- Kérem a színpadra
- Kuriózoom
- d1 filmklub
- Jazzméletlenek
- Kortárs korzó
- Melanzs
- Repetro-Art
- Versek szódával
- Volt
- Zsinórpadlás
- Életutas
- Artea
- Irodalmi lépegető
- Iskolatévé
- Tudáskvíz